# 湯浅泰雄
湯浅 泰雄（ゆあさ やすお、1925年6月5日 - 2005年11月9日）は、日本の哲学者。桜美林大学名誉教授。

## 生涯
福岡県出身。東京大学文学部倫理学科、同大学経済学部卒、同大学院修士課程修了。1973年「近代日本の哲学と実存思想」で東大文学博士。山梨大学助教授、教授、1975年大阪大学に新設された日本学の教授、1981年筑波大学教授、1989年に定年退官し桜美林大学教授。

## 人物
- 身体論、気の思想、超心理学、ユング心理学等に関心を示し、多くの著書を残した。
- 同じ和辻哲郎門下の吉沢伝三郎とは生涯無二の親友であった。
- 没後の2007年から、人体科学会の主宰で湯浅泰雄賞が設けられている。

## 著作
- 『宗教と人間性』理想社、1964年
- 『古代国家の倫理思想』理想社、1966年
- 『経済人のモラル』塙書房・塙新書、1967年
- 『近代日本の哲学と実存思想』創文社 1970年、再版1978年
- 『神々の誕生 日本神話の思想史的研究』以文社 1972年
- 『身体 東洋的身心論の試み』創文社 1977年／『身体論』講談社学術文庫、1990年
- 『ユングとキリスト教』人文書院 1978年、講談社学術文庫、1996年
- 『ユングとヨーロッパ精神』人文書院、1979年6月。ISBN 978-4409340035。
- 『古代人の精神世界』ミネルヴァ書房 1980年
- 『日本人の宗教意識 習俗と信仰の底を流れるもの』名著刊行会、1981年、講談社学術文庫、1999年
- 『和辻哲郎 近代日本哲学の運命』ミネルヴァ書房 1981年、ちくま学芸文庫、1995年
- 『東洋文化の深層―心理学と倫理学の間』名著刊行会、1982年11月。ASIN B000J7GR6U
- 『歴史と神話の心理学』思索社 1984年
- 『気・修行・身体』平河出版社、1986年12月。ISBN 978-4892031212。
- 『共時性とは何か』山王出版 1987年
- 『宗教経験と深層心理 自我・こころ・魂のエコロジー』名著刊行会 1989年
- 『ユングと東洋』人文書院 1989年
- 『日本古代の精神世界―歴史心理学的研究の挑戦』名著刊行会、1990年1月。ISBN 978-4839002497。
- 『「気」とは何か―人体が発するエネルギー』日本放送出版協会：NHKブックス、1991年1月。ISBN 978-4140016138。
- 『玄奘三蔵 はるかなる求法の旅』名著刊行会 1991年
- 『宗教と科学の間 共時性・超心理学・気の科学』名著刊行会 1993年
- 『身体の宇宙性 東洋と西洋』岩波書店 1994年、岩波人文書セレクション 2013年
- 『共時性の宇宙観 時間・生命・自然』人文書院 1995年
- 『宗教経験と身体』岩波書店 1997年
- 『湯浅泰雄全集』全17巻＋補巻、1999-2013年、白亜書房（のちBNP）[1]
- 『哲学の誕生―男性性と女性性の心理学』人文書院、2004年7月。ISBN 978-4409040683。

### 共著・編著
- 『和辻哲郎 人と思想』 三一書房 1973年
- 『華族 明治百年の側面史』金沢誠、川北洋太郎共編著 講談社、1968年、新版・北洋社、1978年
- 『日本神話の思想』河合隼雄、吉田敦彦と共著、ミネルヴァ書房 1983年
- 渡辺学、白浜好明、阿内正弘、ジーン・シノダ ボーレン『タオ心理学―ユングの共時性と自己性』春秋社、1987年7月。ISBN 978-4393366066。
- 『気と人間科学 日中シンポジウム講演集』 平河出版社 1990年
- 安藤治、高橋豊、田中公明『ユング心理学と現代の危機』河出書房新社、2001年9月。ISBN 978-4309230634。
- 『スピリチュアリティの心理学 心の時代の学問を求めて』安藤治と共編、せせらぎ出版　2007年

### 翻訳
- ジョセフ・ライン、ジョセフ・プラット『超心理学概説 心の科学の前線』 宗教心理学研究所出版部 1976年
- C.W.リードビーター『チャクラ』本山博共訳、平河出版社 1979年
- ユング、リヒャルト・ヴィルヘルム『黄金の華の秘密』定方昭夫共訳、人文書院 1980年、新版2018年。ISBN 978-4409330579
- ユング 『東洋的瞑想の心理学』黒木幹夫共訳、創元社、1983年、新版2019年。ISBN 978-4422114897。
- 『ユング超心理学書簡』白亜書房、1999年。ISBN 978-4891726553。

## 部分執筆
- 『マックス・ウェーバー 倫理と宗教』 金子武蔵編 以文社、1976年
- 『仏教の比較思想論的研究』 玉城康四郎編 東京大学出版会、1979年